# Будні і свята Серафими Глюкиної
«Будні і свята Серафими Глюкиної» (рос. «Будни и праздники Серафимы Глюкиной») — радянський художній фільм 1988 року, режисера  Ростислава Горяєва.

## Сюжет
Серафима Глюкина — добра, інтелігентна і дуже горда жінка. Її батько подарував місту цінну колекцію музичних інструментів, а вона живе в комунальній квартирі. І в той момент, коли героїня найменше цього чекала, до неї приходить справжнє кохання.

## У ролях
- Аліса Фрейндліх —  Серафима Глюкина
- Микола Єременко —  Олексій Воронков, хокеїст
- Вацлав Дворжецький —  Юрій Іванович, сусід
- Володимир Осипчук —  Максим, кореспондент радіо
- Валентина Паніна —  Ірина Федорівна, завідувачка виставки
- Борис Мурашкін —  Андрій Валентинович Локтєв, бард
- Валерій Веселов —  Сергій
- Наталя Фоменко —  Варвара, лікар швидкої допомоги
- Ніна Ургант —  Марія Григорівна
- Світлана Селезньова —  Оля  (озвучує  Наталія Гурзо)
- Микола Алексєєв —  тренер
- Всеволод Ларіонов —  Віктор Юрійович, син Юрія Івановича
- Георгій Тейх —  Яків Михайлович, настроювач
- Ольга Волкова —  Ельвіра Павлівна, контрабасистка
- Віктор Смирнов —  Стас, швейцар в ресторані
- Наталя Лапіна —  Рита, сусідка
- Петро Семак —  Володя, чоловік Рити
- Маргарита Середа —  Таня Воронкова, дружина Олексія
- Тетяна Журавльова —  тітка Зоя, вахтерка
- Олександр Зав'ялов —  інспектор ДАІ
- Сергій Власов —  хокейний уболівальник
- Михайло Кабатов —  Данька, син Рити і Володі
- Андрій Ходак —  Петя Воронков, син Олексія
- У фільмі знімався джазовий мультиінструменталіст Давид Голощокін і його музичний колектив

## Знімальна група
- Автор сценарію:  Олександр Гетман
- Режисер-постановник:  Ростислав Горяєв
- Оператор-постановник:  Володимир Макеранець
- Художник-постановник:  Михайло Розенштейн
- Композитор:  Андрій Петров